# Le Mercenaire de minuit
Pour plus de détails, voir Fiche technique et Distribution.
Le Mercenaire de minuit (titre original : Invitation to a Gunfighter) est un film américain de Richard Wilson, sorti en 1964.

## Synopsis
À l'issue de la guerre civile, Matt Weaver qui s'était engagé auprès de la Sécession, revient à Pecos où il a la mauvaise surprise de constater que sa ferme ne lui appartient plus, et que sa fiancée Ruth a épousé un riche commerçant local, Crane Adams qui est devenu manchot et alcoolique. Toute la ville est tenue par le banquier Brewster qui, voyant les troubles monter après la mort de celui qui occupait la ferme Weaver, décide d'embaucher un tueur à gages. Comprenant le parti qu'il peut tirer de la situation, un homme froid et élégant qui était seulement de passage à Pecos leur offre ses services. L'homme est un métis, redoutable tireur et doté d'une réputation en ce sens à Santa-Fé. Il porte un nom français, Jules Gaspard d'Estaing. Au fil des échanges avec Ruth Adams qui tient le commerce le plus important dans la petite ville et par qui il se sent fortement attiré, l'homme dévoile progressivement sa personnalité et ses origines, le rapport complexe qu'il entretient avec l'esclavage : originaire de la Nouvelle-Orléans, lui-même se définit comme n'ayant plus guère d'humanité. Ayant vite fait de jauger les capacités des uns et des autres, il prend plaisir à dominer aussi bien les notables que les simples habitants de la ville, réservant sa cordialité pour les employés de fermes, mexicains misérables qui dans cette ville unionniste ne sont respectés que par Weaver. Ayant finalement nourri une forme de sympathie pour l'homme qu'on l'a chargé d'abattre, il propose à Ruth de quitter la ville pour partir avec lui, sauvant ainsi deux vies, dit-il : cette de Matt et la sienne. Son mari Adams ayant été abattu dans un échange de coups de feu, Ruth hésite. Devant sa réponse négative, Jules saccage la ville sous le nez des habitants puis s'apprête à partir sans avoir rempli son contrat. Dans l'intervalle, Brewster et les notables ont compris que l'homme représente pour eux un danger, et proposent à Matt un marché : lui restituer sa ferme s'il accepte de les débarrasser de l'étranger. Mais Weaver n'a guère envie de faire alliance avec ceux qui l'ont spolié. Pour achever de le convaincre, Brewster lui fait accroire que Ruth maintenant veuve va partir avec l'homme.

## Fiche technique
- Titre original : Invitation to a Gunfighter
- Réalisation : Richard Wilson
- Scénario : Alvin Sapinsley, Elizabeth Wilson et Richard Wilson d'après une histoire de Hal Goodman et Larry Klein
- Directeur de la photographie : Joseph MacDonald
- Montage : Robert C. Jones
- Musique : David Raksin
- Costumes : Paula Glokaris
- Décors : Robert Clatworthy et Oliver Emert
- Production : Richard Wilson
- Genre : Western
- Pays de production :  États-Unis
- Durée : 92 minutes
- Dates de sortie :
  - États-Unis : 14 octobre 1964
  - Allemagne de l'Ouest : 25 décembre 1964
- Affiche : Jean Mascii (France)

## Distribution
- Yul Brynner (VF : Georges Aminel) : Jules Gaspard D'Estaing
- Janice Rule (VF : Nathalie Nerval) : Ruth Adams
- George Segal (VF : Marc Cassot) : Matt Weaver
- Alfred Ryder (VF : Georges Hubert) : Doc Barker
- Clifford David (VF : Serge Sauvion) : Crane Adams
- Mike Kellin : l'ex-nordiste aveugle
- Brad Dexter (VF : Henri Virlojeux) : Kenarsie
- Pat Hingle (VF : André Valmy) : Sam Brewster
- Bert Freed : le shérif
- John Alonzo : Manuel
- Curt Conway : McKeever
- Clarke Gordon : Hickman
- Gerald Hiken : Gully
- Strother Martin : Fiddler
- Clifton James : Tuttle
- Gertrude Flynn : Hannah Guthrie
- Russell Johnson (VF : Jean-Pierre Duclos) : John Medford